# SSV Bozen Floorball
Der SSV Bozen Floorball (oder SSV Diamante Bozen Floorball) ist ein Unihockey-Verein mit Sitz in Bozen. Der Verein wurde 1999 gegründet und ist als Sektion Teil des SSV Bozen. Er nimmt bei der Italienmeisterschaft der Senioren, der U19, bei der Kleinfeld-Italienmeisterschaft und dem italienischen Pokal teil. Bei der Italienmeisterschaft der Frauen nahm man früher teil.                                                                                                                  

## Geschichte
Die Abteilung Floorball existiert seit 1999 und ist eine der Gründungsmitglieder der FIUF (Italienischer Floorball Dachverband). Der SSV Bozen Floorball hat an 2 Qualifikationsturnieren für den Champions Cup teilgenommen. Des weitern wurden auch 2 große Turniere organisiert, zum einen der Alps Adria CUP (Italien, Österreich, Slowenien und Ungarn) und die WM-Qualifikationsspiele der U19 (Italien, Österreich, Deutschland, England, Ungarn und Niederlande). Seit Jahren ist der SSV Bozen auch Kooperationspartner bei der Ausrichtung der Südtiroler Schulmeisterschaften. Seit dem Bestehen der Abteilung Floorball im SSV Bozen hat die Jugendarbeit oberste Priorität. Seit 2000 gibt es im Verein Kindergruppen, aus denen auch viele der jetzigen Serie-A-Spieler hervorgekommen sind. In den letzten Jahren haben immer wieder U19-Spieler des Bozner Traditionsvereins das Nationaltrikot Italiens übergestreift. Zurzeit stehen 4 Jugendspieler und der Tormanntrainer im Kader der U19-Nationalmannschaft Italiens.

## Kader 2023/24
| Torhüter    |                    |      |            |
| #1          | Matteo Fellet      | 2004 | Italien    |
| #22         | Elia Osti          | 1999 | Italien    |
| Verteidiger |                    |      |            |
| #4          | Patrick Zennaro    | 2005 | Italien    |
| #8          | Lukas Eisendle     | 2002 | Italien    |
| #11         | Mauro Picin        | 1990 | Italien    |
| #19         | Andrea Stocco      | 2006 | Italien    |
| #20         | Raffaele Stellin   | 2008 | Italien    |
| #46         | Pavel Horňák       | 2000 | Tschechien |
| #57         | Maximilian Gasser  | 2008 | Italien    |
| #63         | Tim Pospísil       | 2002 | Tschechien |
| #67         | Thomas Simoni      | 2000 | Italien    |
| #80         | Giulio Emeri       | 1996 | Italien    |
| Angreifer   |                    |      |            |
| #5          | Alessandro Russo   | 1999 | Italien    |
| #9          | Lukas Bonenti      | 2003 | Italien    |
| #13         | Ivan Gostner A     | 2000 | Italien    |
| #16         | Giacomo Pasolli    | 2002 | Italien    |
| #17         | Riccardo De Santis | 2007 | Italien    |
| #18         | Matteo Molon       | 2009 | Italien    |
| #21         | Giorgio Picin C    | 1994 | Italien    |
| #24         | Gabriel Obexer A   | 2000 | Italien    |
| #29         | Philipp Bonenti    | 2006 | Italien    |
| #69         | Alvaro Silva       | 2006 | Brasilien  |
| #99         | Fabian Stuefer     | 2004 | Italien    |

| Trainerstab    |                |         |
| Cheftrainer    | Marco Mori     | Italien |
| Torwarttrainer | Stefano Crotti | Italien |

## Erfolge
Die größten Erfolge des Vereins sind:
- 6 Italienmeisterschaften (Großfeld): 2002/03, 2003/04, 2004/05, 2008/09, 2011/12, 2023/24[2]
- 8 Italienmeisterschaften (U19): 2001/02, 2003/04, 2004/05, 2005/06, 2014/15, 2016/17, 2021/22, 2022/23, 2023/24, 2024/25
- 4 Italienmeisterschaften (Kleinfeld): 2001/02, 2005/06, 2018/19, 2021/22[3]
- 7 Italienmeisterschaften (Frauen): 2001/02, 2002/03, 2003/04, 2004/05, 2006/07, 2007/08, 2008/09
- 2 Italienische Pokale: 2011/12, 2014/15